# Dolmen des Tatonneries
Le dolmen des Tatonneries, appelé aussi dolmen du Plateau de la Petite Beauce, est situé à Nourray  dans le département de Loir-et-Cher.

## Protection
L'édifice est classé au titre des monuments historiques par la liste de 1889.

## Description
Le dolmen comprend une table de couverture sub-ovalaire de 2,80 m de long sur 1,90 m de large et 0,70 m d'épaisseur orientée sud-est/nord-ouest. Elle repose sur trois supports couchés et un quatrième est visible au nord-ouest. Les dalles sont en poudingue à silex et en calcaire sannoisien de Touraine.